# Bogdocosa baskuntchakensis
Bogdocosa baskuntchakensis là một loài nhện trong họ Lycosidae.
Loài này thuộc chi Bogdocosa. Bogdocosa baskuntchakensis được A miêu tả năm 2008. V. Ponomarev & Belosludtsev.